# Jiuquan
Jiuquan (en xinès: 酒泉, en pinyin: Jiǔquán) és una ciutat a nivell de prefectura situada a la part més occidental de la província de Gansu, a la República Popular de la Xina, amb una població de 74.062 habitants a la ciutat, i 1.095.947 en la prefectura (2010).
El centre administratiu és el districte de Suzhou (肃州区 Suzhou Qu), que correspon a la ciutat històrica de Suzhou (la qual no s'ha de confondre amb la Suzhou de la província de Jiangsu). Suzhou es va fundar l'any 111 aC com a parada militar a la ruta de la Seda a l'Àsia central, al corredor de Hexi. És aproximadament a 1.500 m per damunt del nivell del mar.
Sent un punt clau important al corredor de Hexi, Suzhou sovint era atacada i patia pèrdues importants, com fou el cas de Meng Qiaofang, que la va prendre a Ding Guodong el 1649, o quan el general Qing Zuo Zongtang la conquerí el 1873 als seus defensors d'ètnia hui, comandats per Ma Wenlu, durant la Rebel·lió musulmana.